# Телашћица
Телашћица или Парк природе Телашћица је парк природе у Хрватској који се налази у Далмацији на крајњем јужном делу Дугог отока. Заштићена је ради три феномена: увале Телашћица као једне од највећих и најсигурнијих природних лука источне обале Јадранског мора, стрмаца, такозваних стена Дугога Отока које се уздижу до 200 m над морем и спуштају у дубину до 80 m, те сланог језера Мир, лековитих својстава. Од 1980. до 1988. била је део Националног парка Коранти.
Телашћица је простран, око 8 km дуг и 160 до 1600 m широк залив. Највећа дубина залива износи 67 m. Састоји се од три већа дела или језерца — Трипуљка, Фарфарикулца и Телашћице, која су међусобно одвојена сужењима, па је од туда и изведно њено име, Телашћица од Телагус (од лат. tre lagus). Заправо, ради се о три крашке поникве које су потопљене издизањем морског нивоа након посљедњег леденог доба. Грађена је од кречњака и доломита кредне старости. У самом заливу налази се пет острвца и хриди, као и 25 увала, те је врло добра и од вјетрова жаштићена природна лука. Дно залива је највећим дијелом прекривено заједницама морских цвјетница. Уз крактеристичне становнике јадранских дубина, повремени становник Телашћице је и добри делфин (лат. Tursiops truncatus). Од 1980. до 1988. била је дио Националног парка Коранти. Године 1988. степен заштите је снижен те је данас дио истоименог парка природе.